# Гетто в Чернавчицах
Гетто в Черна́вчицах (лето 1941 — октябрь 1943) — еврейское гетто, место принудительного переселения евреев деревни Чернавчицы Брестского района Брестской области и близлежащих населённых пунктов в процессе преследования и уничтожения евреев во время оккупации территории Белоруссии войсками нацистской Германии в период Второй мировой войны.

## Оккупация Чернавчиц и создание гетто
Перед войной в деревне Чернавчицы проживали около 100 евреев — примерно 30 семей.
Деревня находилась под немецкой оккупацией с 22 июня 1941 года до 24 июля 1944 года.
Заняв Чернавчицы, немцы уже на следующий день расстреляли 9 евреев. Реализуя нацистскую программу уничтожения евреев, немцы создавали гетто почти во всех городах и населённых пунктах Беларуси, где проживало еврейское население. Так и в Чернавчицах оккупанты согнали евреев в гетто — выселили их из своих домов и заселили в заброшенное строение в районе нынешней больницы. Еврейские дома были разграблены, из них вынули даже оконные и дверные рамы, а также чугунные плиты на кухнях.
Над узниками гетто безнаказанно издевались, избивали резиновыми палками и взрослых, и детей.
Евреев нещадно эксплуатировали на тяжелых принудительных работах, в основном — на строительстве дорог.

## Уничтожение гетто
«Акции» (таким эвфемизмом гитлеровцы называли организованные ими массовые убийства) против чернавчицких евреев начались в 1942 году. Часть евреев были вывезены в гетто в деревне Волчин, где 22 сентября (в конце октября) 1942 года всех евреев расстреляли. В том же 1942 году в селе Малая Турна были убиты около 200 евреев из ближних деревень, в том числе 60 мужчин из Чернавчиц.
В октябре 1943 года немцы и полицаи расстреляли последних оставшихся евреев Чернавчиц недалеко от местечка — на пастбище «Дичка», на еврейском кладбище, у соседнего села Малая Турна.
Обреченным людям приказывали полностью раздеться, спуститься в яму и ложиться ровными плотными рядами. После этого два гестаповца расстреливали их сверху ямы.
Один из случайных свидетелей уничтожения евреев под Чернавчицами вспоминал, что после расстрела «все были мертвы, а ветер гнал по полю фотографии, которые жертвы носили с собой как самое дорогое».

## Память
В Акте ЧГК о «расследовании немецко-фашистских злодеяний в период оккупации д. Чернавчицы» указано: «в д. Чернавчицы фашисты зверски уничтожили не менее тысячи мирных жителей».
Опубликованы неполные списки убитых в Чернавчицах евреев.
В 1965 (1950) году на братской могиле жертв геноцида евреев на старом кладбище деревни Волчин на пастбище Дичка был установлен бетонный обелиск с надписью «Здесь в 1942 году расстреляны 395 евреев — жителей деревень Волчин и Чернавчицы. Позор кровавым палачам и немецким фашистам».
Между деревнями Чернавчицы и Малая Турна на месте массовых многочисленных расстрелов евреев близлежащих населенных пунктов в 1941—1943 годах (по разным данным, от 500 до 700 человек), по инициативе Брестской городской еврейской общественной организации «Бриск», установлен памятник убитым евреям с надписью на иврите, белорусском и английском языках.